# Hello Gutter, Hello Fadder
«Hello Gutter, Hello Fadder» — шостий епізод 11 сезону серіалу «Сімпсони». Епізод з'явився в Україні 21 жовтня  2008 року.

## Сюжет
Епізод починається, коли Гомер прокидається рано-вранці о сьомій ранку і хоче ще трохи подрімати, але засинає аж на 28 годин, у той час як у його кімнаті Мардж робить прибирання, Барт краде його гаманець, а Отто приходить із дівчиною. Гомер прокидається наступнього дня об 11 ранку і йде на кухню, щоб дізнатися, що сталося, усвідомлюючи що проспав 28 годин. тоді Гомер допомагає Мардж з годуванням Меггі і вирушає на роботу, попавши у пробку і показавши Віггаму, що його відділок горить. Приїхавши, Гомер приймається за звичне діло — спати на роботі. Якраз під час його сну заходять Смізерс та Бернс. Гомер не хоче повертатися і обмацує обличчя Бернса та виймває йому зуби, допоки Бернс каже йому «Розверніться, Сімпсон». Гомер втікає, але Бернс дає йому завдання-кару з'їсти діжку токсичних відходів. Ленні і Карл приходять до Гомера і пропонують пограти у боулінг. Ленні, Карл та Гомер їдуть у боулінг, а Мардж він дзвонить та каже, що прорвало кулер і Ленні відвезли до лікарні, тому попити чай з Меггі він не зможе. Мардж. почувши про Ленні каже дітям і вони гукають «Тільки не Ленні» (Ленні — знана «душа» компанії). Гомер і друзі вибрирають імена — оскільки імена «Пук» «Дупа» розібрані, то Гомер кричить «Це крах мого життя» і називає себе ГДС (Гомер Джей Сімпсон). Гомерові дуже везе у грі, він вибиває страйк за страйком, і люди поступово сходяться подивитися, а Кент Брокман веде репортаж з Боулорами Барні. Мардж та діти бачать, що Гомер їх обдурив стосовно Ленні. Мардж, Ліса та Барт їдуть до боулінг-клубу, де Гомер вибиває 290 очок і йому лишається зробити один випад. Гомер перед кидком бачить родину, проте не хвилюється і вибиває страйк. Усі вітають Гомера, який каже, що «Я грав проти самого Карла» і пробиває м'ячем підлоги, пробиваючи голову чоловіку, що жив унизу клуба.
У нагороду Гомер отримує пам'ятну повітряну кулю, і славу. Гомер приходить до школи Барта, де радить дітям досягати успіху. Він каже Мілгаусу, що його тато – даун і відпускає усіх з уроку. Потім Гомера запрошують до ток-шоу «Спрингфілдські квадрати». Гомерові ставлять розумні запитання про фізику, але він не знає відповідей і замість нього у центр садять Рона Говарда, Гомер йому каже: «Бухай далі!» і між ними зав'язується бійка — Рон душить Гомера, а Гомер кусає його за руку. Через провал ефір зупиняють, а Гомера відправляють у ще одне шоу у Спрингфілдський Амфітеатр , де Гомер вибігає на сцену і тікає від охоронців, а чоловік Джон Телер каже Гомерові тікати від його боса, сам перебуваючи над басейном з акулами. Гомер втікає від його боса і провокує крісло з Телером опускатися до басейну за акулами.
Гомер приходить додому і бачить по телебаченню, що Гомер «віджив» свій час, і Ліса не бачить у цьому нічого поганого, однак Гомер хамить їй за це. 
На наступній день Гомер зовсім розчарований і вважає своїм другом кулю-подарунок, яку він ледь не ковтає. Мардж підохдить до нього і каже, що у депресії йому треба поговорити з найкращим другом та найближчою людиною (маючи на увазі себе). Гомер каже:
«Ти права!» і… вибирає найближчу людину — Мо!
Мо радить Гомерові покінчити життя самогубством, зістрибнувши з хмарочоса .
Гомер наспівує по дорозі «Ось і настав кінець» і настроєний загинути йде у будівлю на 75 поверх на оглядовий майданчик, де стрибають самогубці та впевнено вирішує стрибати і стрибає, але побачивши висоту він знову хоче жити, а Отто тим часом з страховкою стрибає, щоб розважитися і гомер ловить його та опускається на землю. Прийшовши додому, Гомер хоче бути крадщим батьком, але Бартові він непотрібен, а Ліса занадто зайнята і він обирає Меггі. Але Меггі не надто рада цьому і тікає від Гомера і у саді і вдома. Гомер робить відчайдуший крок і їде у басейн, де навчають поганих батьків поводитись із дітьми. Але Меггі боїться Гомера і не хоче стрибати до нього у воду. По дорозі додому Гомер пропонує скупатися у океані. Гомер заходить у воду, але течія його відносить від берега а прибой тягне його на дно. Тоді Меггі кидається у воду і рятує Гомера двічі. Гомер та Меггі з того моменту проводять більше часу разом, і Гомер вчить її грати у боулінг. де вона набирає теж 300 очок… але Гомер їй записує 295 (сам  збиває 296) і вони йдуть додому.